# Hiparco (diálogo)
Hiparco é um diálogo atribuído ao filósofo grego Platão. Há algum debate quanto à autenticidade da obra. Estilisticamente, o diálogo tem muitas semelhanças com Minos. São os únicos diálogos entre Sócrates e um único um anônimo, são os únicos onde os títulos levam o nome de alguém morto há muito tempo e são os únicos diálogos que começam com Sócrates levantando iniciando com a questão "o que é".

## Assunto
O principal objetivo do diálogo é uma tentativa de definir a ganância. Um amigo de Sócrates argumenta que a cobiça é um desejo de lucrar com coisas que não valem nada, mas Sócrates responde que nenhum homem sensato tenta lucrar com coisas inúteis, mas como a ganância é um desejo de lucro, então é um desejo para o bem e, portanto, todos somos gananciosos. O amigo de Sócrates acha que há algo de errado com o argumento de Sócrates, mas não sabe dizer o que está errado nele.
No diálogo Sócrates discute sobre Hiparco, um tirano do século VI a.C., filho de Pisístrato. Assim, há um outro tema no diálogo sobre a honestidade intelectual e a imparcialidade durante discussões dialéticas.